# Антонін Шинделарж
Антонін Шинделарж (чеськ. Antonín Šindelář, 25 липня 1902 — 1 лютого 1985) — чехословацький футболіст, що грав на позиції нападника і півзахисника. Колишній гравець національної збірної Чехословаччини.

## Клубна кар'єра
Виступав у складі клубу «Уніон» (Жижков). В 1925 році в Чехословаччині була створена професіональна ліга, до якої приєднались більшість провідних чеських команд. «Уніон» залишився в аматорському спорті, для представників якого був організований свій футбольний чемпіонат. Перший розіграш 1925 року «Уніон» виграв. В чвертьфіналі команда перемогла «Пардубіце» (3:1), а у півфіналі — «Рапід Виногради» (3:2). У фіналі був переможений клуб «Чехослован Коширже» з рахунком 3:2. Голи в складі «Уніона» забили Флейшманн, Шинделарж і Цісарж.
З 1926 року грав у складі клубу «Славія» (Прага). Але гравцем основи команди не зумів стати. Зіграв лише один матч в чемпіонаті Чехословаччини в сезоні 1925-26. 
Після цього повернувся в «Уніон», а потім грав у команді «Богеміанс 1905», що виступала у вищому дивізіоні чемпіонату країни. 

## Виступи за збірну
За національну збірну дебютував у 1928 році. У Празі чехословацькі футболісти перемогли збірну Югославії (7:1). Ще один матч зіграв в 1929 році проти тієї ж Югославії (3:3). 

### Статистика виступів за збірну
| Дата       | Місто  | Господарі      | Результат | Гості          | Турнір           | Голи | Примітки |
| ---------- | ------ | -------------- | --------- | -------------- | ---------------- | ---- | -------- |
| 28/10/1928 | Прага  | Чехословаччина | 7 – 1     | Югославія      | товариський матч | -    |          |
| 28/06/1929 | Загреб | Югославія      | 3 – 3     | Чехословаччина | товариський матч | -    |          |
| Усього     |        | Матчів         | 2         |                | Голів            | 0    |          |

## Трофеї і досягнення
- Переможець аматорського чемпіонату Чехословаччини: (1)

«Уніон»: 1925